# カナ (旧約聖書)
カナ（英語:Kanah）は、旧約聖書に登場するアシェル族の町。フェニキアとの国境付近にあった。
新約聖書のヨハネの福音書に登場するカナ(Cana)はガリラヤのカナと呼ばれる別の町のことである。
ツロの南10km現在のカーナにあたるのではないかと言われる。